# Baronesa d'Aldrigger
Théodora-Marguerite-Wilhelmine d'Aldrigger, nascida Adolphus em Mannheim, em 1786, é uma personagem da Comédia Humana de Honoré de Balzac. Filha de um rico banqueiro, ela se casa em 1800 com um de Estrasburgo, d'Aldrigger, que a rodeia com tantos cuidados quantos os que seus pais lhe haviam dado antes dele.
Coquete, caprichosa, a baronesa d'Aldrigger é superficial, incapaz e egoísta. Ela se recupera facilmente da morte de seu marido em 1826, que chora por vinte e quatro horas antes de depositar sua fortuna junto a Claparon, homem do tipo de Nucingen. Arruinada pela terceira liquidação do deste banqueiro alemão, ela se refugia com seus filhos e Godefroid de Beaudenord em um pequeno apartamento da rua du Mont-Thabor.
Em 1836, o impiedoso Nucingen declara publicamente tê-la encontrado, toda enrugada e velha. Ela aparece pouco na Comédia, e representa a classe dos arrivistas depois do Primeiro Império.